# 西鉄700形電車
西鉄700形電車（にしてつ700けいでんしゃ）とは、西日本鉄道（西鉄）天神大牟田線・太宰府線で使用されていた通勤形電車である。

## 概要
大牟田線（当時）用として1972年（昭和47年）11月、2代目600形の最終製造車となる631-681編成と同時に製造された3扉通勤車である。後に登場した5000形に反映される4両固定編成の試作車という意味合いが強く、製造は1本のみという少数車両となった。
編成は1M方式を採用している600形に対し、2両ユニット電動車方式の2M2T方式を採用していた。
2006年（平成18年）5月8日付けで3000形に置き換えられ廃車となった。

## 構造

### 車体・車内設備
車体外観は600形と基本的には同一であるが、600形は全車が運転台付きで製造されたのに対して、700形では編成中2両を運転台なしの中間車としており、中間車については600形をもとに新たに設計している。
塗装は、製造当初は当時の西鉄一般車両標準のクリーム色とあずき色のツートンカラーであったが、後に5000形と同様、アイスグリーンを基調にボンレッドの帯を巻いたものに変更された。前照灯は600形の後期型と同様に正面貫通扉上に２灯が設置されていたが、1977年（昭和52年）には600形と同様に前照灯・尾灯の形状および設置位置の変更、前面・側面上部への自動方向幕の設置が実施されている（改造内容の詳細は600形の項を参照）。
車内の座席はすべてロングシートとなっている。冷房装置は当初未搭載（準備工事のみ）で落成したが、600形631編成とともに製造後間もない1972年12月に冷房装置が設置され、大牟田線初の冷房付き車両となった。定員は先頭車140人、中間車150人となっている。
600形の後期車と同様、先頭車は新造当初から前面下部にスカートを装着した。

### 台車・機器
台車は631編成同様のKW-7（電動車）/KW-8（付随車）となっているが、この台車の採用はこの2編成のみにとどまった。
制御方式は600形と同じく抵抗制御であるが、600形では1つの制御装置で4台（電動車1両分）の主電動機を制御する1C4M方式であったのに対して、700形では1つの制御装置で8台（電動車2両分）の主電動機を制御する1C8M方式とした。この方式は、後に登場する2000形や5000形にも採用されることとなる。
集電装置は西鉄の車両で初の下枠交差式パンタグラフとなった。

### 形式・編成
大牟田方からク701 - モ702 - モ703 - ク704の4両編成となっている。形式は制御車がク700, 中間電動車がモ700である。
- ク701：制御車 (Tc1) 、大牟田方先頭車、空気圧縮機（C-1000LA×2基）設置
- モ702：中間電動車 (M1) 、パンタグラフ・主制御器設置
- モ703：中間電動車 (M2) 、電動発電機（CLG-350E×1基、120kVA）設置
- ク704：制御車 (Tc2) 、福岡（天神）/太宰府方先頭車

## 運用
600形と共通運用とされた。700形単独での普通運用が多かったが、時に600形と併結して6・7両編成を組み、普通のほか特急・急行にも使用された。5000形の増備が進んだことにより、600形と同様に定期運用がなくなり予備運用とされ、他形式が検査・故障などで運用から外れる際に運用に入るのみとなっていた。

## 画像ギャラリー

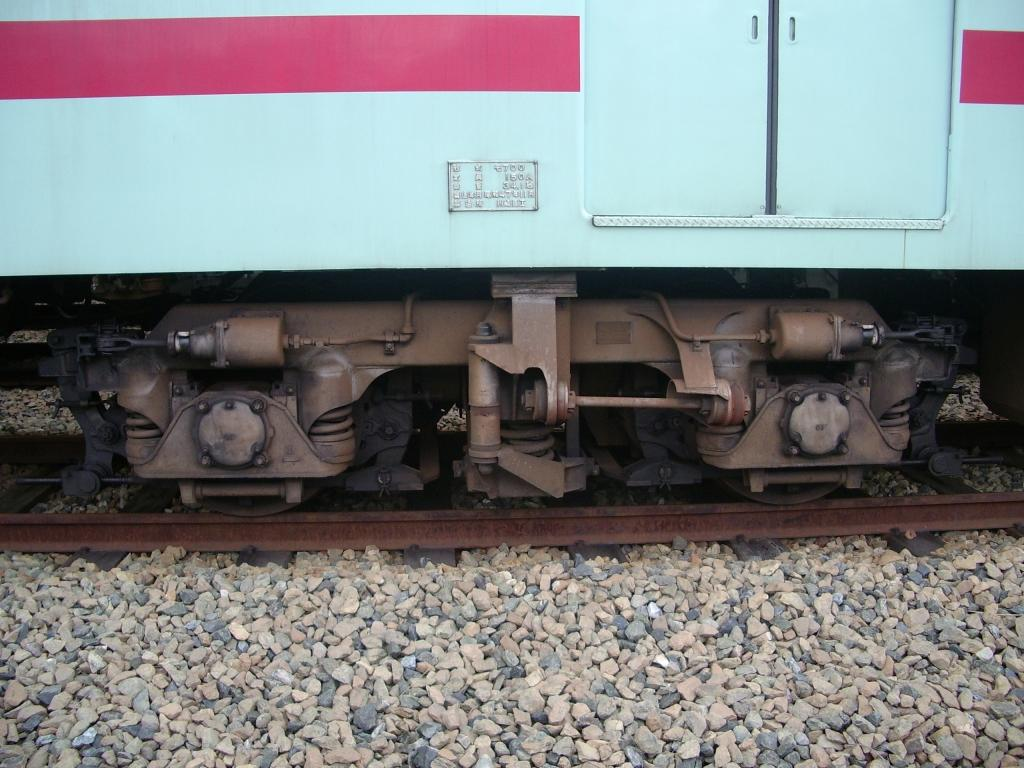
電動車用のKW-7台車
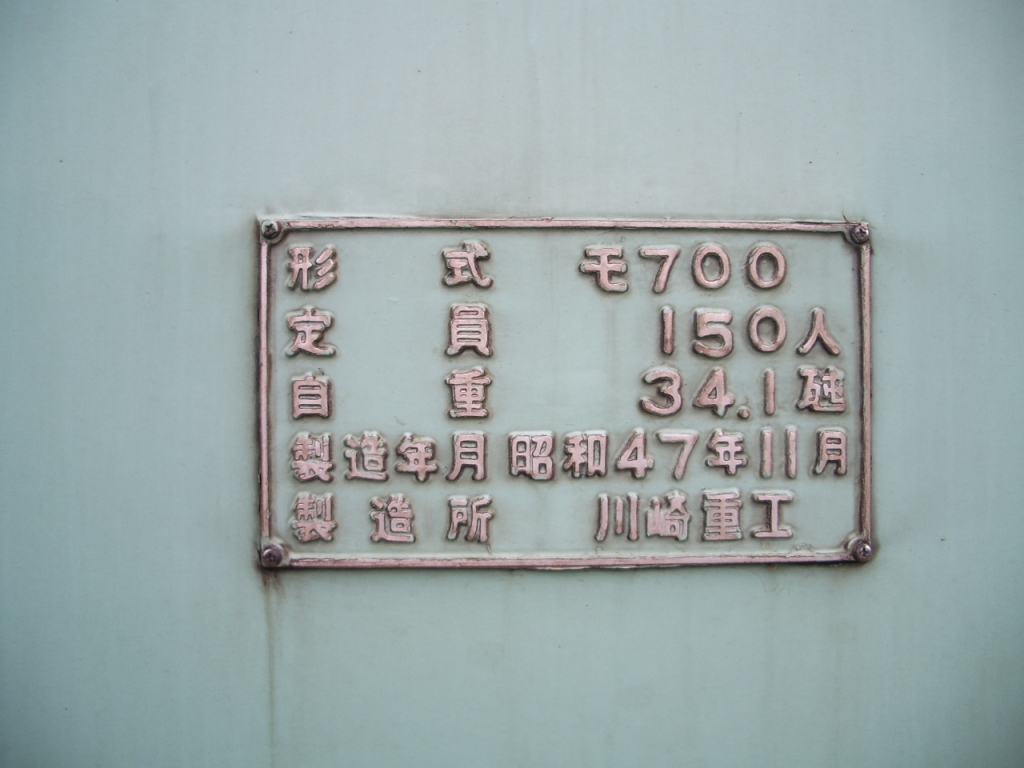
モ700の銘板